# Шубіне
Шу́біне — село в Україні, у Харківському районі Харківської області. Населення становить 77 осіб. Село у складі Безлюдівської громади.

## Географія
Село Шубіне знаходиться на лівому березі річки Уда. Вище за течією на відстані пів кілометра розташоване село Темнівка, нижче за течією примикає село Кирсанове, на протилежному березі знаходиться село Красна Поляна. На відстані 1 км розташоване село Лизогубівка. До Шубіного примикає сосновий лісовий масив.

## Історія

Шубіне на мапі 1783 року

Вперше згадується в 1666 році. Воно засноване російськими військовими поселенцями на землях між містами Зміїв та Чугуїв. Начальником військового поста на той час був воєвода Шубін. Від його прізвища і пішла назва села. Перші його жителі — переселенці з північних міст Росії — Калуги, Вологди, Стариці, Бєльців.
За даними на 1864 рік у казеному селі Безлюдівської волості Харківського повіту мешкало 550 осіб (263 чоловічої статі та 287 — жіночої), налічувалось 61 дворове господарство, існувала православна церква.
В 1914 населення села складало 1230 осіб.
22 червня 2023 року рішенням №230 Національної комісії зі стандартів державної мови віднесено до списку населених пунктів, які «можуть не відповідати лексичним нормам української мови», зокрема стосуватися «російської імперської чи колоніальної політики». Громаді рекомендовано обґрунтувати доцільність збереження поточної назви або запропонувати нову назву в установленому законодавством порядку.

## Населення

### Мова
Розподіл населення за рідною мовою за даними перепису 2001 року:
| Мова            | Кількість | Відсоток |
| --------------- | --------- | -------- |
| російська       | 60        | 77.92%   |
| українська      | 9         | 11.68%   |
| інші/не вказали | 8         | 10.40%   |
| Усього          | 77        | 100%     |

## Фотогалерея

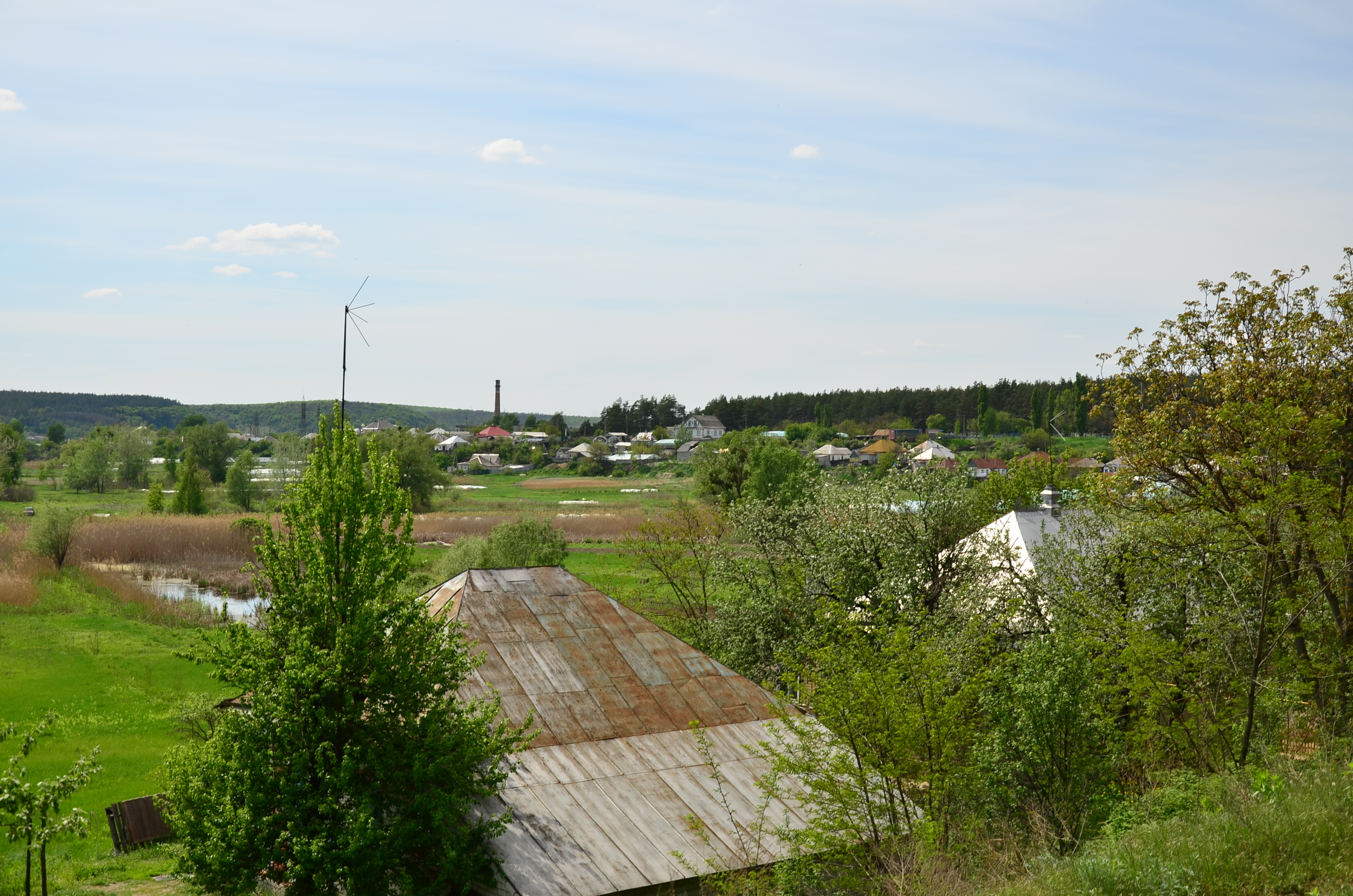
Панорама села
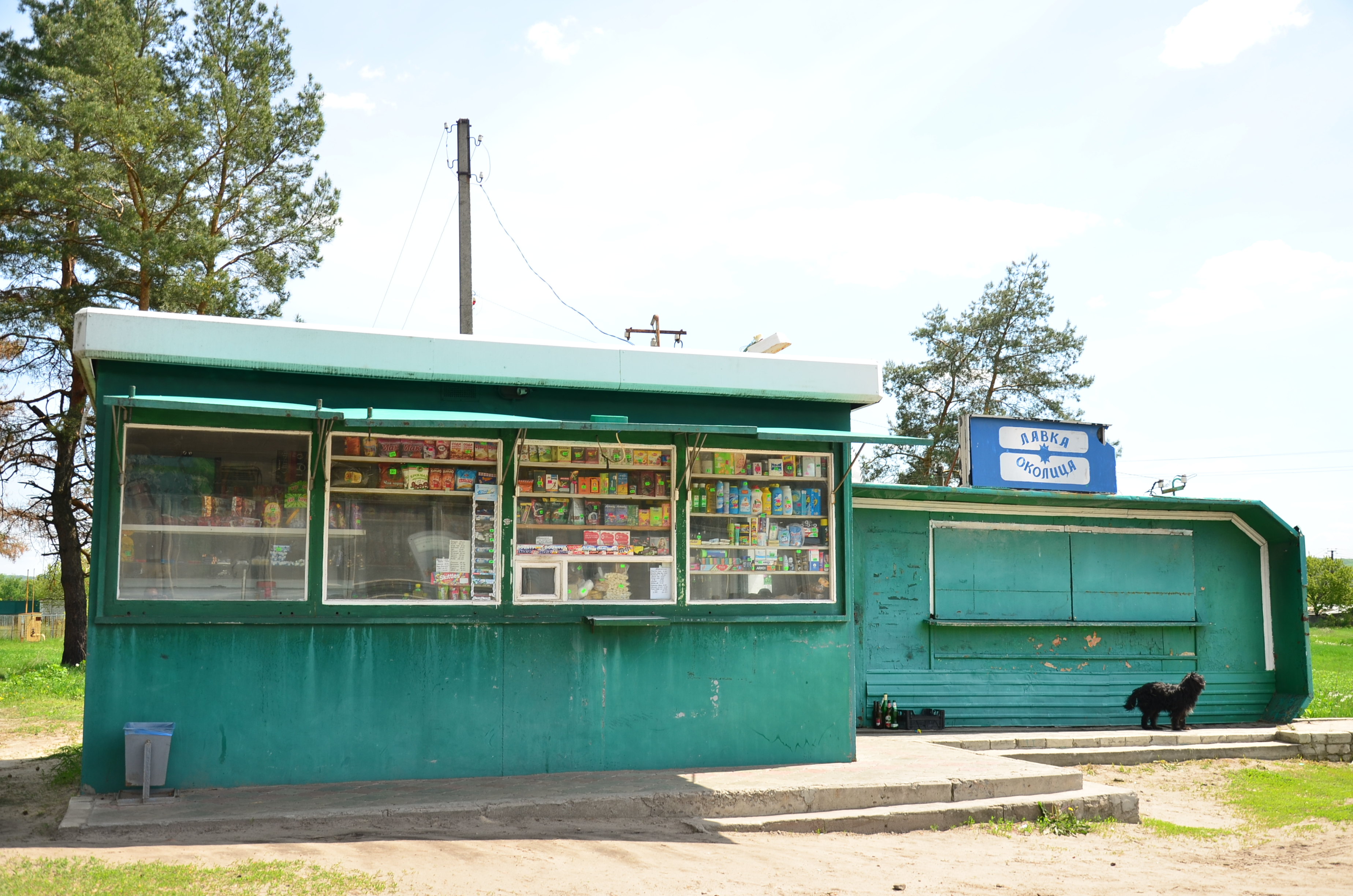
Сільський магазин
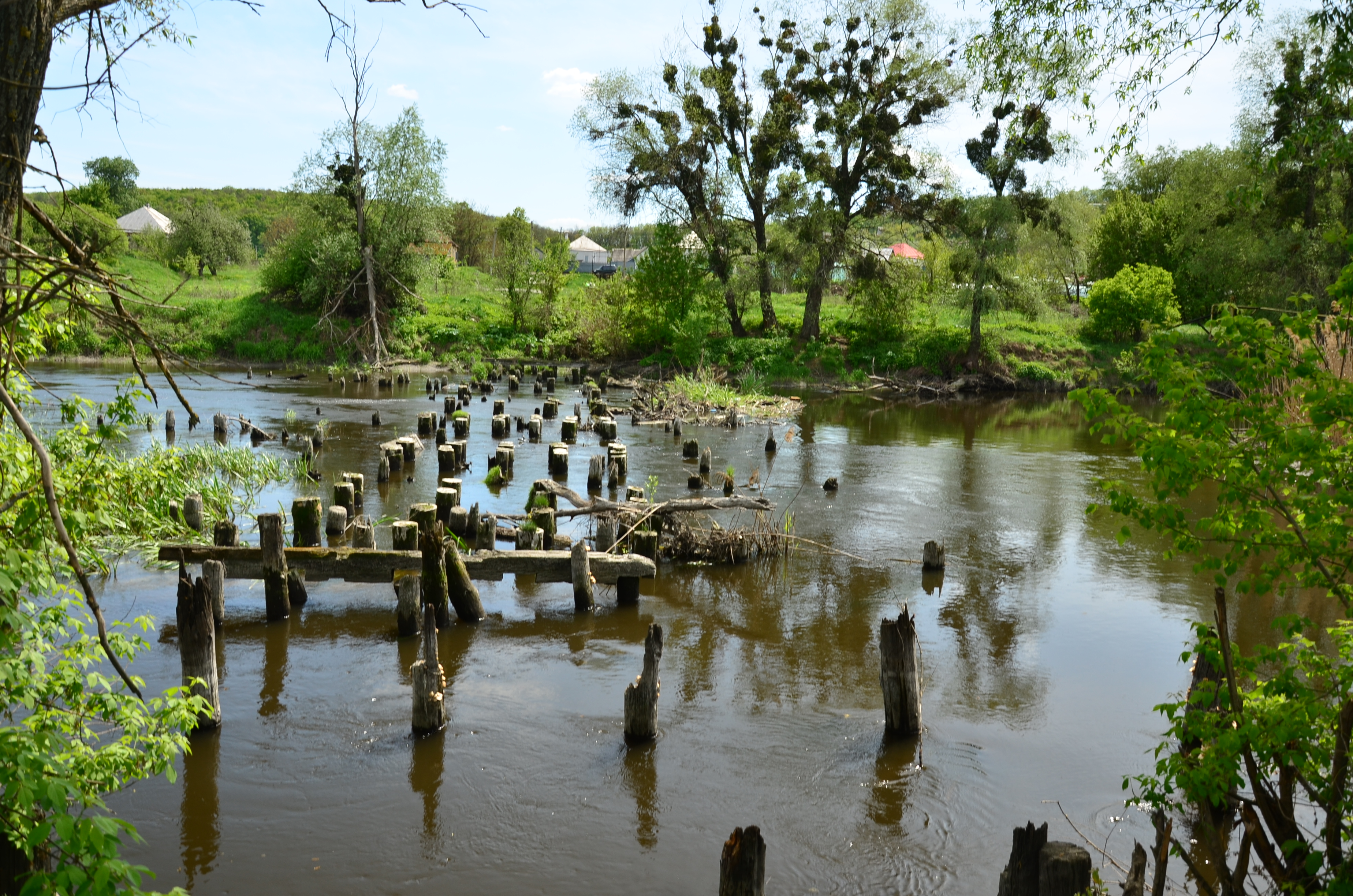
Старий міст на річці Уди
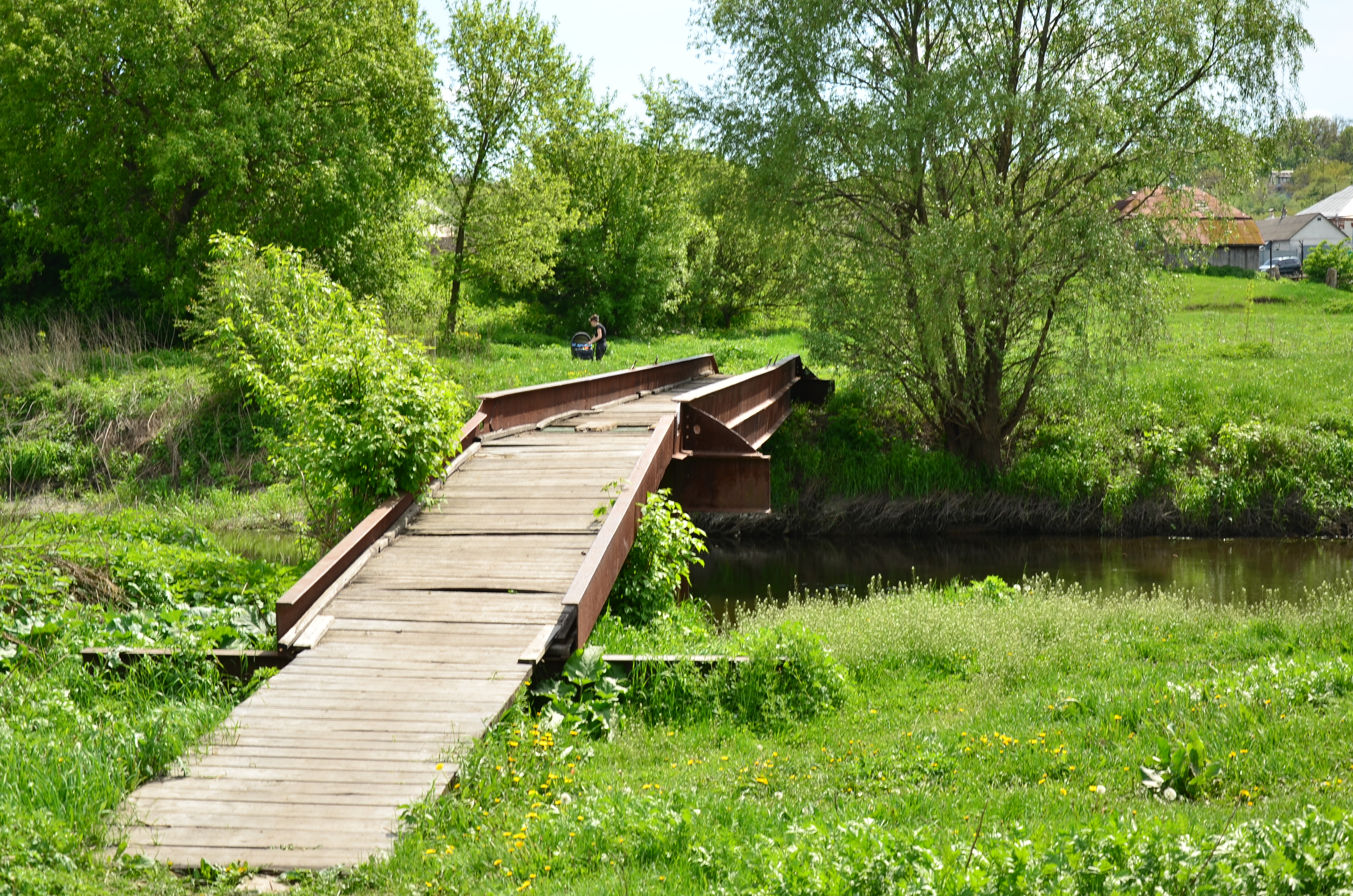
Сучасний міст на річці Уди
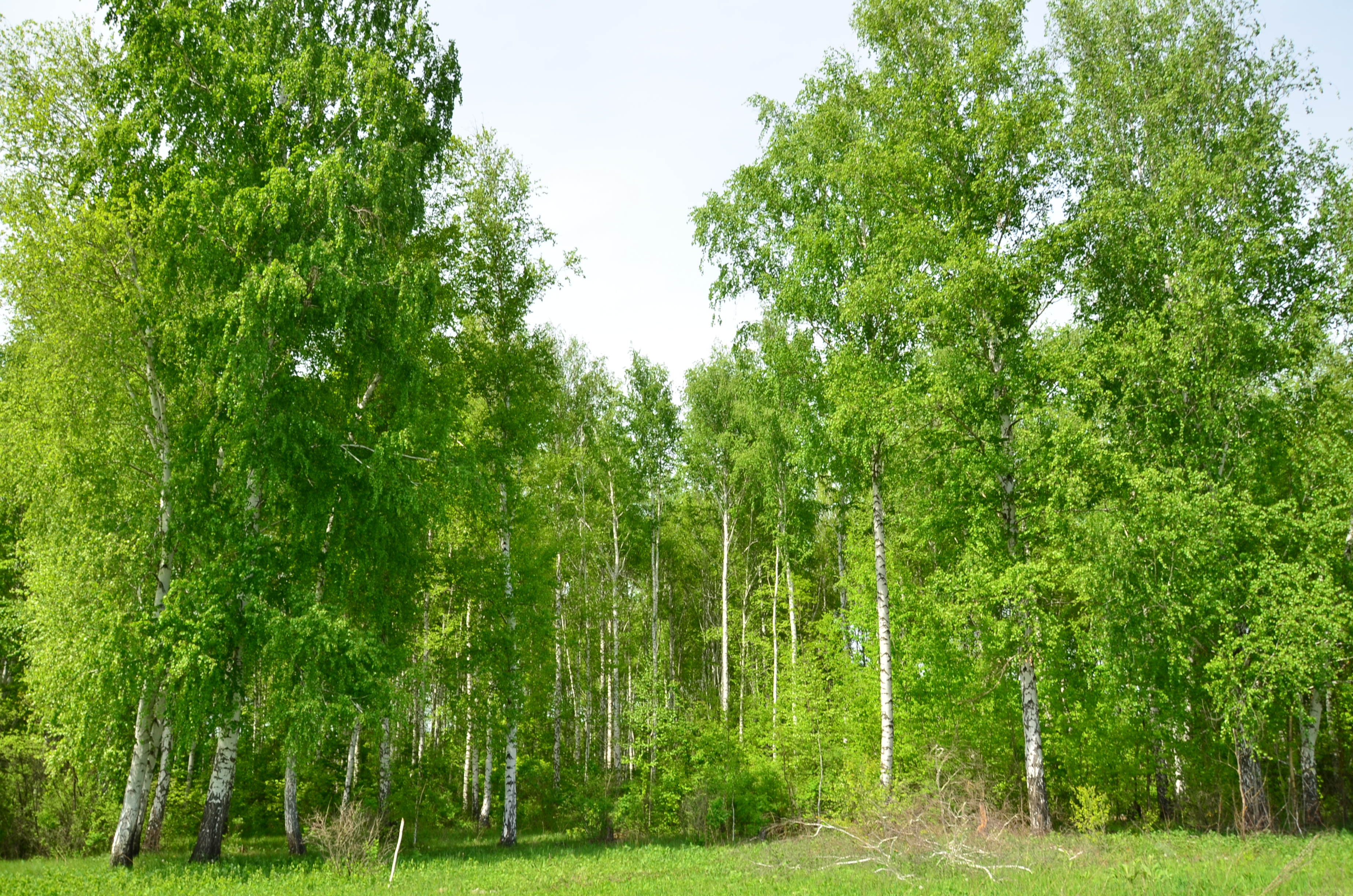
Березовий гай